# Montañas Horlick
Las montañas Horlick son una cadena montañosa en las montañas Transantárticas de la Antártida. Algunas fuentes indican que la designación incluye la cordillera de Ohio, las Long Hills y toda la cordillera Wisconsin, mientras que otras sugieren que solo incluye la parte oriental de las montañas Reina Maud y el cuerpo principal de la cordillera de Wisconsin. En un momento la designación también incluía las montañas Thiel.
Las montañas fueron descubiertas en dos observaciones de la Expedición Antártica de Byrd entre 1933-1935; una por Kennett L. Rawson desde una posición en aproximadamente 83°05′S 105°19′O / -83.083, -105.317, al final de su vuelo al sureste del 22 de noviembre de 1934; y la otra de Quin Blackburn en diciembre de 1934, desde posiciones que miraban hacia arriba de los glaciares Leverett y Albanus.
Algunas partes de la cordillera de Wisconsin se registraron en fotografías aéreas obtenidas durante la Operación Highjump de la Armada de los Estados Unidos (1946-1947). El grupo de montañas fue estudiado en su totalidad por los equipos del USARP y cartografiado a partir de ortofotografías de la Armada estadounidense entre 1959 y 1964.
La cordillera fue nombrada Horlick Mountains (su nombre en inglés) por el almirante Richard E. Byrd en honor a William Horlick, un magnate de la industria lechera y colaborador de Byrd en la expedición de 1933-1935.

## Otras lecturas
- Gunter Faure, Teresa M. Mensing, Las montañas Transantárticas: Rocas, Hielo, Meteoritos y Agua, P 201
- Edmund Stump, The Ross Orogen of the Transantarctic  Mountains, P 166 • RL Oliver, PR James, JB Jago, Antarctic Earth Science, P 94